# Вольская, Анели Ивановна
Анели Ивановна Вольская (груз. ანელი ვოლსკაია, 26 декабря 1923, Тифлис — 14 ноября 2009, Тбилиси) — грузинский советский искусствовед и историк архитектуры. Доктор искусствоведения.

## Биография
В 1944 году окончила филологический факультет Тбилисского государственного университета.
С 1949 года работала в Академии наук Грузинской ССР, в Институте истории грузинского искусства, ведущий научный сотрудник с 1987 года. Участвовала в международных симпозиумах, посвящённых грузинскому искусству, а также взаимосвязи грузинского и византийского искусств, в Международных конгрессах византийских учёных.
Доктор искусствоведения (1975), тема диссертации — «Росписи средневековых трапезных Грузии»

## Область научных интересов
Средневековая грузинская монументальная живопись и скульптура. Занималась классификацией различных школ средневековой грузинской живописи. Особого внимания заслуживают её работы, посвященные живописным школам Сванети и Давида Гареджи. Исследовала пластический декор иконостасов средневековых грузинских церквей.
Автор статей по современному изобразительному искусству.